# Alberto Rubio Riesco
Alberto Rubio Riesco (n. Santiago de Chile; 8 de mayo de 1928 - f. íb.; 2002) poeta chileno perteneciente a la Generación Literaria de 1950 chilena. Padre del  también poeta Armando Rubio Huidobro y abuelo del poeta Rafael Rubio Barrientos.

## Biografía
En 1959 se titula como abogado de la Universidad de Chile. Para una parte de la crítica nacional, los poemas de Rubio reflejan influencias de Miguel Hernández, César Vallejo y Nicanor Parra, ya que recogen elementos populares con gran originalidad y están escritos en un lenguaje sencillo que no disminuye el profundo contenido de los versos.

## Obra

### Libros publicados

#### Como autor
- La greda vasija, poesía, 1952.
- Poemas inéditos, poesía, 1962. Con grabados de Nemesio Antúnez.
- Trances, poesía, 1987.
- Poesía reunida, poesía. 2007 (póstuma).

#### Como editor
- Ganymedes /6. Antología poética de vairos autores, poesía. 1980.

## Premios y distinciones
- 1948 Premio del Departamento de Relaciones Culturales de España.
- 1988 Premio de la Academia Chilena de la Lengua.
- 1995 Premio de Poesía Eduardo Anguita, patrocinado por la Editorial Universitaria.